# Третье правительство Андруса Ансипа

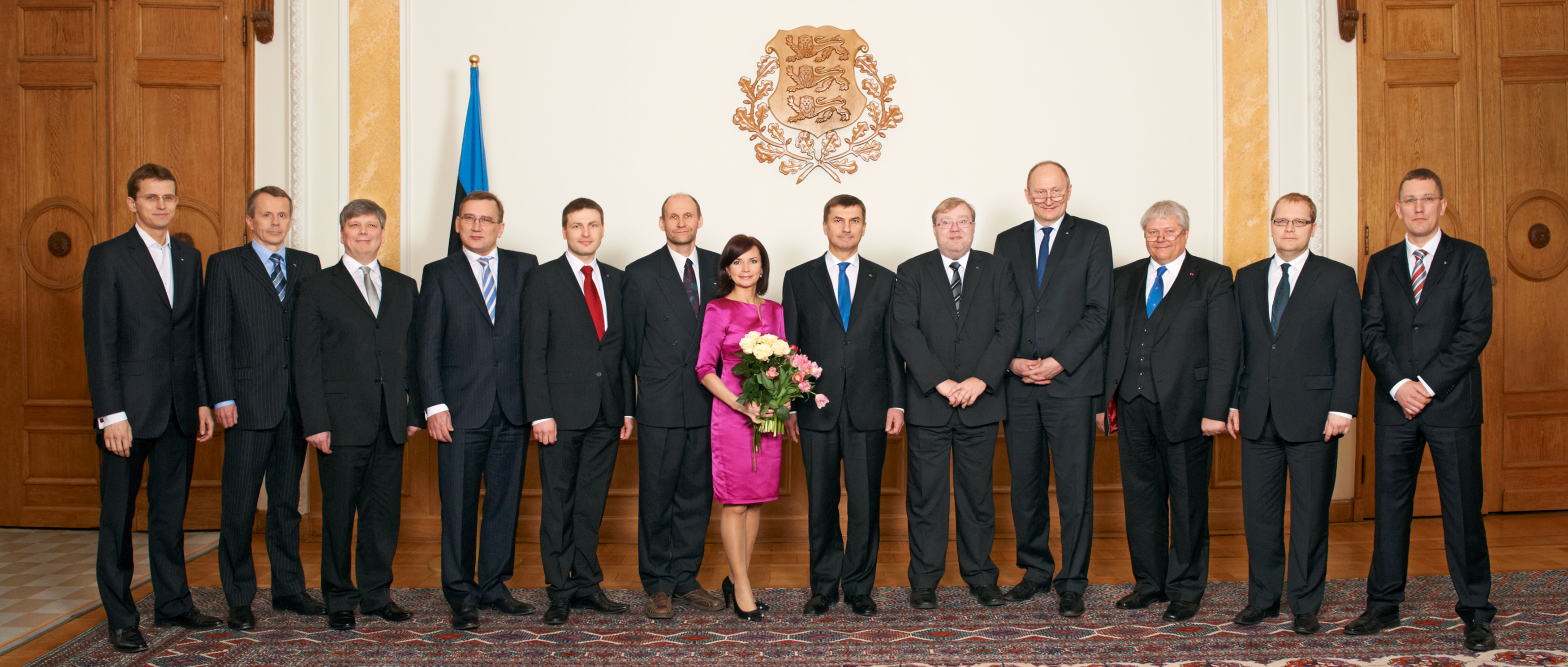
Общее фото правительства. Министры слева направо: Вахер, Лиги, Кийслер, Партс, Певкур, Сеэдер, Пентус-Розиманнус, Ансип, Лаар, Аавиксоо, Ланг, Паэт, Михал

Данный состав правительства находился у власти с 6 апреля 2011 года по 26 марта 2014 года (в целом 1085 дней).
В формировании кабинета участвовали две партии - Партия реформ и Союз отечества и Res Publica. 4 марта 2014 года глава правительства Андрус Ансип подал Президенту Республики заявление об отставке по собственному желанию, что автоматически повлекло за собой отставку всего правительства. Согласно конституционному порядку, члены правительства исполняли свои обязанности до вступления в должность нового состава правительства под руководством Таави Рыйваса 26 марта 2014 года.

## Программа деятельности
В заключённом 23 марта 2011 года сформировавшими правительство партиями коалиционном договоре целью правительства провозглашалось повышение благосостояния жителей Эстонии, залогом чего являются стабильный экономический рост и конкурентоспособная структура экономики.
В программе правительства было предусмотрено:
- недопущение введения ступенчатого подоходного налога
- уменьшение ставки подоходного налога до 20% с 2015 года
- уменьшение платежей по страхованию от безработицы с 2013 года
- ликвидация налога на землю для владельцев жилья с 2013 года
- борьба с картельными сделками и монополиями в качестве государственного приоритета, расширение полномочий Департамента конкуренции
- модернизация законодательства, касающегося интеллектуальной собственности, эффективная борьба с пиратством
- создание конкуренции на газовом рынке для уменьшения зависимости от российского природного газа, расчленение компаний, связанных с поставками газа для создания большей конкуренции
- введение с 2013 года родительской пенсии в виде добавки к пенсии в зависимости от количества детей
- завершение перехода русскоязычных гимназий на эстонский язык обучения и окончательная ликвидация гимназического образования на русском языке, усиление изучения эстонского языка в иноязычных детских садах и основных школах (не реже раза в день)
- возведение в Таллине мемориала жертвам коммунизма, поддержка патриотического воспитания, активная деятельность с целью добиться осознания и однозначного осуждения преступлений тоталитарных режимов
- дальнейшее развитие судебной системы с тем, чтобы производство по делам ни на одном уровне судебной системы не длилось дольше 100 дней (в общем случае)
- дополнительные меры по борьбе с налоговыми махинациями и уклонением от уплаты налогов
- использование всего спектра социальных, юридических и политических рычагов для предупреждения и препятствования коррупции
- недопущение изменений в политике получения гражданства Эстонии
- создание системы, позволяющей всем студентам с достаточно хорошей успеваемостью получать высшее образование бесплатно
- противодействие массовому ввозу низкоквалифицированных иностранных рабочих
- поддержка новых демократий, территориальной целостности Грузии и Молдовы
- увеличение расходов на оборону до 2 % от ВВП и поддержание этого уровня в дальнейшем

## Список министров[2]
- премьер-министр

     Андрус Ансип (председатель Партии реформ)
- министр иностранных дел

     Урмас Паэт (заместитель председателя Партии реформ)
- министр финансов

     Юрген Лиги (заместитель председателя Партии реформ)
- министр окружающей среды

     Кейт Пентус-Розиманнус (заместительница председателя Партии реформ)
- министр юстиции

     Кристен Михал (Партия реформ) до 10 декабря 2012 года, с 2003 по 2011 года занимал пост генерального секретаря этой партии
     Ханно Певкур (Партия реформ) с 12 декабря 2012 года
- министр социальных дел

     Ханно Певкур (Партия реформ) до 12 декабря 2012 года
     Таави Рыйвас (Партия реформ) с 12 декабря 2012 года; 26 марта 2014 года Таави Рыйвас вступил в должность премьер-министра страны
- министр культуры

     Рейн Ланг (Партия реформ) до 4 декабря 2013 года
     Урве Тийдус (Партия реформ) с 4 декабря 2013 года
- министр обороны

     Март Лаар до 11 мая 2012 года (Союз отечества и Res Publica)
     Урмас Рейнсалу c 11 мая 2012 года (председатель Союза отечества и Res Publica)
- министр экономики и коммуникаций

     Юхан Партс (заместитель председателя Союза отечества и Res Publica)
- министр образования и науки

     Яак Аавиксоо (Союз отечества и Res Publica)
- министр сельского хозяйства

     Хелир-Валдор Сеэдер (Союз отечества и Res Publica)
- министр внутренних дел

     Кен-Марти Вахер (Союз отечества и Res Publica)
- министр по делам регионов

     Сийм-Вальмар Кийслер (Союз отечества и Res Publica)